# Korkyně

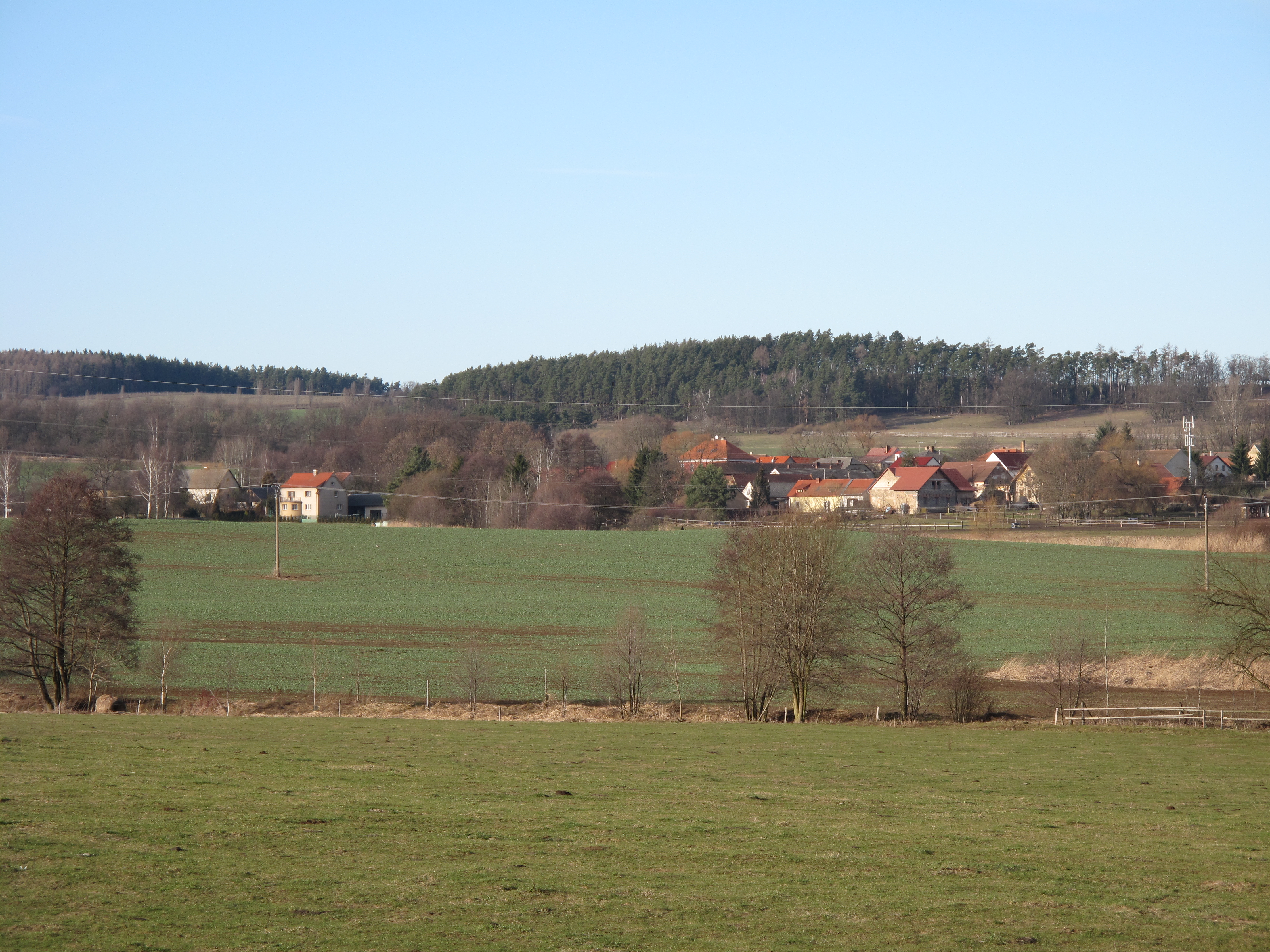
Blick von Süden auf Korkyně

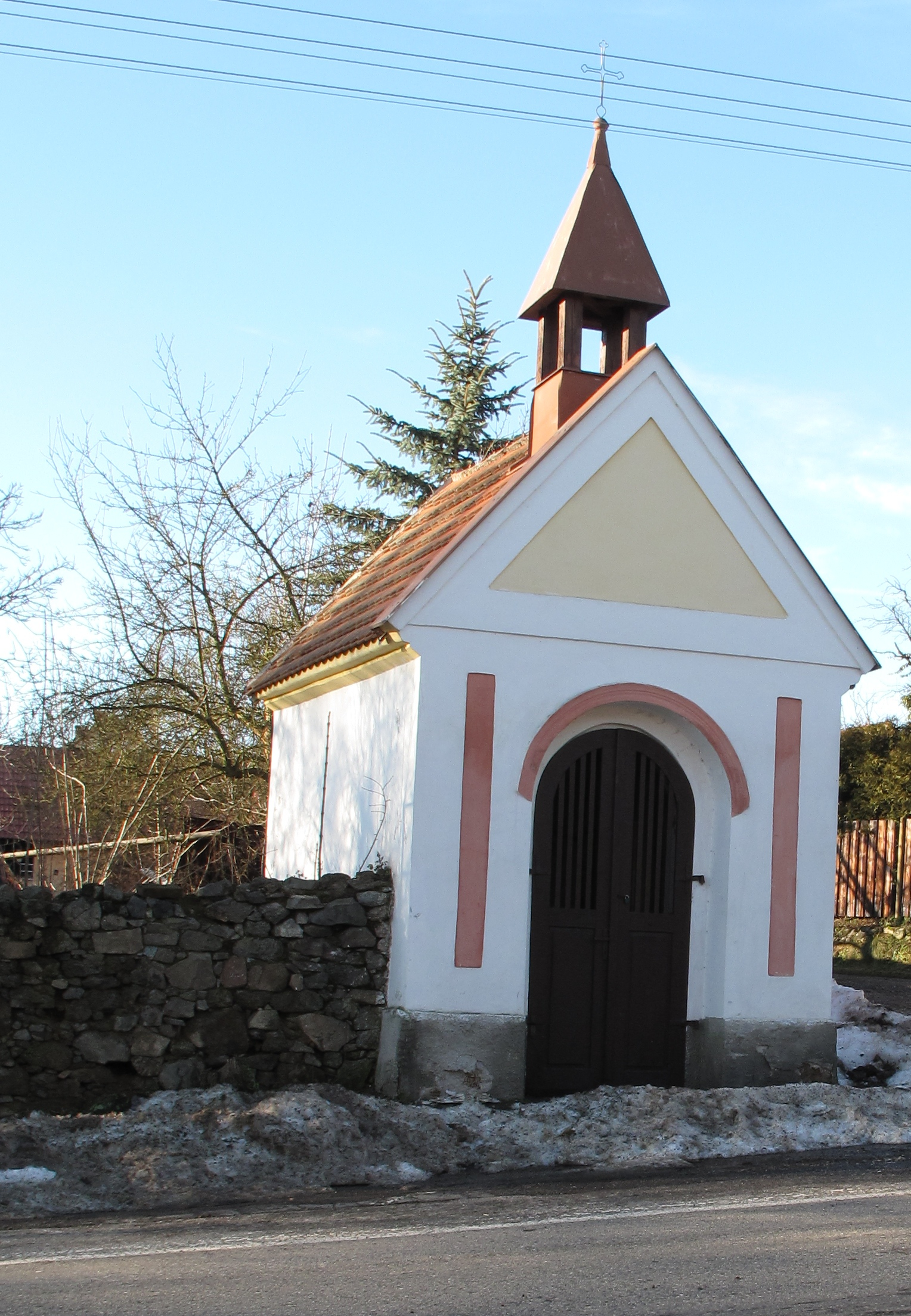
Kapelle in Korkyně

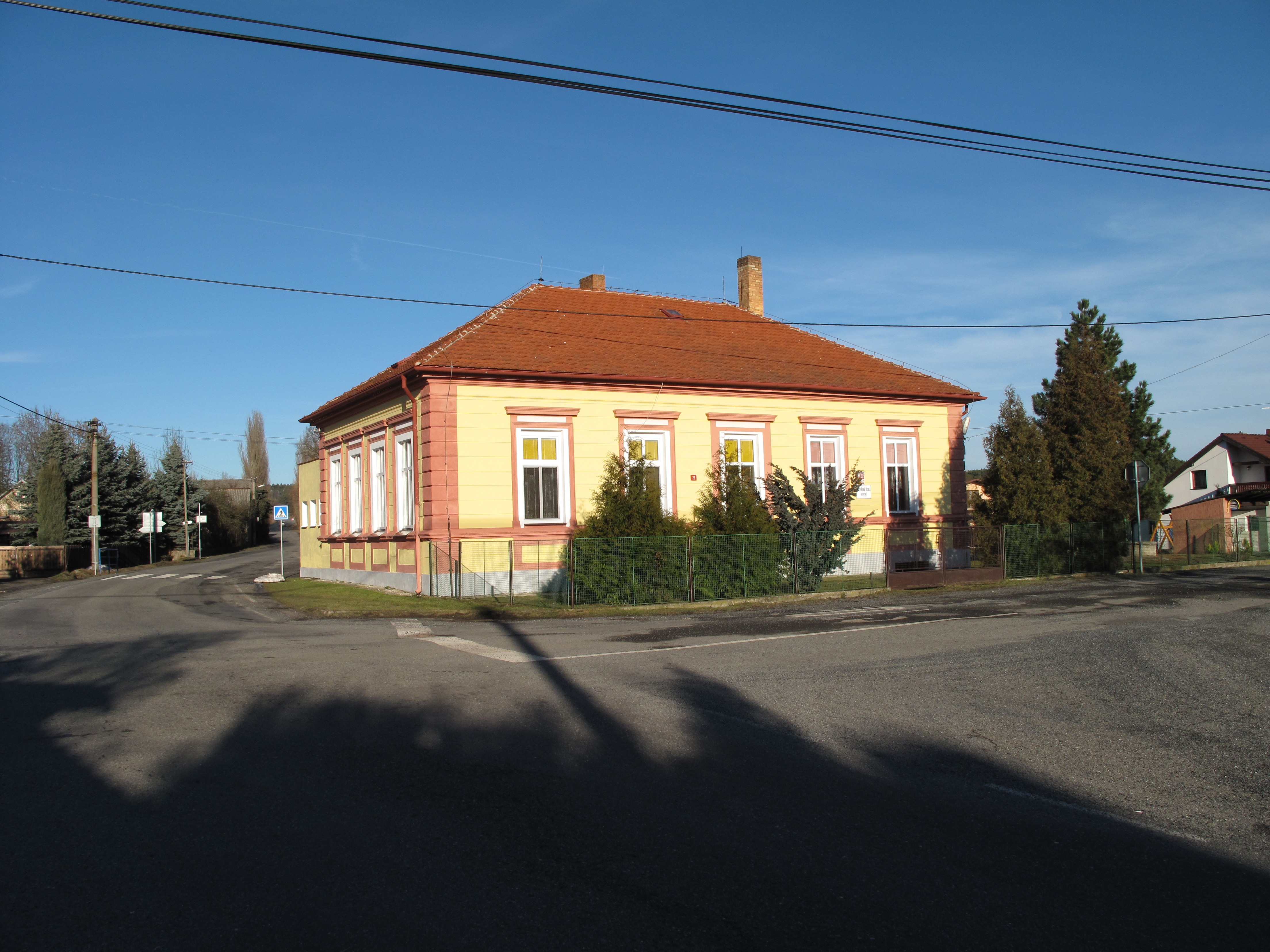
Kindergarten in Korkyně

Korkyně (deutsch Korkin) ist eine Gemeinde in Tschechien. Sie liegt vier Kilometer östlich von Nový Knín und gehört zum Okres Příbram.

## Geographie
Korkyně befindet sich im Norden der Středočeská pahorkatina am Bach Korkyňský potok. Gegen Südosten liegt der Teich Velký chotilský rybník. Nördlich erhebt sich der Tetřívek (449 m), im Osten die Višňovka (385 m), südöstlich der Ostrý vrch (466 m), der Kozinec (356 m), die Besedná (496 m) und die Želná (418 m), im Süden der Skleněný vrch (482 m) und die Želná (428 m), südwestlich der Štětínec (466 m) im Westen der Okrouhlík (451 m) sowie nordwestlich die Chvojná (481 m) und die Hůrka (424 m). Durch Korkyně führen die Staatsstraßen II/102 zwischen Zbraslav und Kamýk nad Vltavou und II/114 zwischen Nový Knín und Neveklov.
Nachbarorte sind Krámy, Křížov und Porostliny im Norden, Nová Hospoda, Buš, Jílová, V Trnovcích und U Dobré Vody im Nordosten,  Háje, Hrdlička und Čím im Osten, Křeničná und V Ráji im Südosten, Lipí, Chotilsko und Prostřední Lhota im Süden, Libčice, Záborná Lhota, Chramiště und Pánkov im Südwesten, Kavčice, Kozí Hory, Kakšenberk, Starý Knín und Nový Knín im Westen sowie Sudovice, Moravce, U Kosaře, Velká Hraštice und U Pařeza im Nordwesten.

## Geschichte
Die erste schriftliche Erwähnung von Korkyně erfolgte im Jahre 1316 in den Ladungstafeln, als der Vladike Peter Korka von Korkin Heinrich von Czam wegen eines Überfalls auf ihn und seine Familie verklagte. Seine Nachkommen verkauften das Gut 1390 an Odolen von Pyšel. Im Jahre 1411 erbte seine verwitwete Schwester Dobrka von Trnová Korkyně. Nach deren Tod fiel das Gut mangels Nachkommen an die Hofkammer heim, die es an Hrdibor von Drahkov verkaufte. Nachfolgende Besitzer von Korkyně waren Jícha von Radíkovice, dessen Bruder Bohuslav von Radíkovice und ab 1449 Jindřich von Kralovice, genannt Škorně. Letzterer kaufte noch das Freigut und die Feste Čámy sowie einen Teil von Chotilsko hinzu, im Jahre 1463 verlegte er seinen Sitz auf die Feste Čámy. Der letzte Vladike mit Sitz in Korkyně war Jiří Škorně. Die hölzerne Feste Korkyně wurde nach dessen Wegzug dem Verfall überlassen; sie wurde im Jahre 1600 als gänzlich wüst bezeichnet und später abgetragen. Das Gut Korkyně wurde 1476 an die Herrschaft Netvořice angeschlossen, ab 1521 gehörte es zur Herrschaft Břežany und 1523 erwarb Jan Řep von Neveklov das Gut. Ab 1585 waren die Beřkovský von Šebířov Besitzer des Gutes Korkyně, wenig später Ludmila Hornátecká auf Počepice. Die Herren von Počepice verkauften das Gut um 1600 an Matthias Kramer von Grunov. Dieser erwarb noch das Gut Smilovice hinzu und ließ eine neue steinerne Feste mit Kapelle in Korkyně erbauen. Kramers Erben verkauften Korkyně und Smilovice an Jan Bechinie von Lazan auf Prostřední Lhota, Záborna Lhota, Mokrsko und Libčice. Dieser veräußerte die Feste und das Gut Korkyně 1625 an Wenzel Wratislaw von Mitrowitz auf Starý Knín. Er vererbte die Feste Korkyně mit Schmiede, Brauerei, Schäferei, Vorwerkshof sowie den untertänigen Dörfern Korkyně, Chotilsko, Křížov, Hněvšín, Lipí und einem Anteil von Čím seinem Sohn Johann Adalbert Wratislaw von Mitrowitz. Dieser wirkte als Schreiber und war im Jahre 1666 auch Verwalter der Güter von Václav Lipecký. Die Familie Wratislaw von Mitrowitz verkaufte das Gut Korkyně mit allem Zubehör 1670 an den Besitzer der Herrschaft Mníšek, Servaz Ignaz Engel von Engelfluß. Dieser schlug das Gut Korkyně der Herrschaft Mníšek zu. Die Feste verlor ihre Bedeutung als Herrensitz und verfiel, ihre Reste wurden später zu einem Speicher umgebaut. Im Jahre 1680 trat Engel von Engelfluß das Gut Korkyně an das Zisterzienserstift Königsaal ab, das des mit seinem Gut Slapy vereinte. Die Königsaaler Güter fielen nach der Aufhebung des Klosters 1785 dem Religionsfonds zu. Die Kapelle wurde 1790 aufgehoben und zum Wohngebäude umgestaltet. Am 3. Jänner 1825 ersteigerte Karl Korb Ritter von Weidenheim das Gut Slapy mit allem Zubehör.
Im Jahre 1845 bestand das im Berauner Kreis gelegene Dorf Korkin / Korkyně aus 19 Häusern mit 137 Einwohnern. Im Ort gab es eine Schule und ein obrigkeitliches Jägerhaus. Der Meierhof Korkin war zu dieser Zeit emphyteutisiert. Abseits lag die einschichtige Chaluppe Pankow (Pánkov). Pfarrort war Schlap. Bis zur Mitte des 19. Jahrhunderts blieb Korkin der Herrschaft Slap untertänig.
Nach der Aufhebung der Patrimonialherrschaften bildete Korkyně / Korkyn ab 1850 einen Ortsteil der Gemeinde Křížov im Gerichtsbezirk Dobříš. Ab 1868 gehörte das Dorf zum Bezirk Příbram. Die Freiwillige Feuerwehr Korkyně gründete sich 1885. Im Jahre 1891 wurde in Korkyně eine neue Dorfschule errichtet, deren Einzugsgebiet auch die umliegenden Ortschaften erfasste. Das Schulhaus erwies sich bald als klein, so dass bereits 1902 ein neues Schulgebäude entstand. 1921 löste sich Korkyně von Křížov los und bildete eine eigene Gemeinde. Im Jahre 1932 hatte Korkyně 138 Einwohner. 1949 wurde die Gemeinde Korkyně dem neu gebildeten Okres Dobříš zugeordnet, nach dessen Aufhebung im Jahre 1960 gehört sie zum Okres Příbram. Am 1. Jänner 1976 wurde Korkyně nach Chotilsko eingemeindet. Korkyně und Křížov lösten sich am 24. November 1990 wieder von Chotilsko los und bildeten die Gemeinde Korkyně. 1992 entstand im Gebäude der Dorfschule Korkyně das private Kinderheim SOS 92 (Soukromý dětský domov SOS 92, o.p.s.). Das neue Schulhaus dient heute als Kindergarten.

## Gemeindegliederung
Die Gemeinde Korkyně besteht aus den Ortsteilen Korkyně (Korkin) und Křížov (Krischau), die zugleich auch Katastralbezirke bilden. Zu Korkyně gehören außerdem die Einschichten Háje, Moravce und Pánkov.

## Sehenswürdigkeiten
- Kapelle in Korkyně
- Haus Nr. 17 mit Resten des westlichen Teils der Feste Korkyně, bis zum Beginn des 19. Jahrhunderts war noch die ursprüngliche glatte Fassade mit Simsen und das Schiff der Kapelle erhalten
- Relikte des Goldbergbaus am Okrouhlík
- Kapelle in Křížov